# مسواک

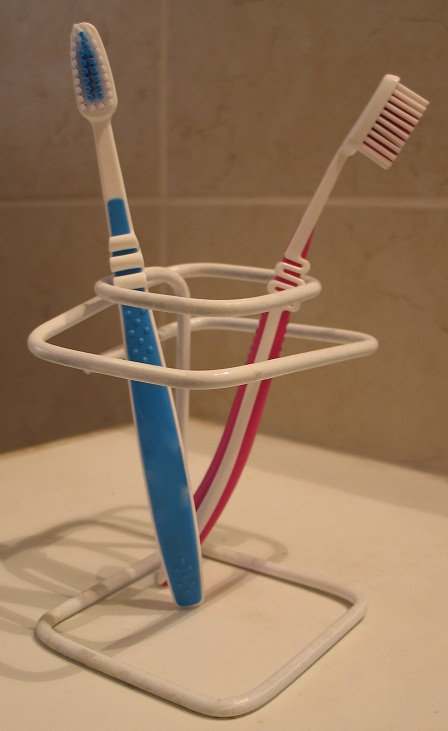
چند مسواک در یک نگه دارنده مسواک فلزی

مِسواک یا بُرُس دندان یک نوع برس است که برای تمیز کردن دندان‌ها، لثه و زبان استفاده می‌شود. نخستین مسواک در سال ۱۸۵۷ توسط فردی به نام H.N. Wadsworth اختراع شد. اما در سال ۱۸۸۵ بود که مردم شروع به ساخت مسواک در تعداد زیاد کردند. مسواک‌های اولیه دارای دسته‌های ساخته شده از استخوان، چوب یا عاج بودند و موها از موهای گراز ساخته شده بودند. با این حال، این موها خیلی خوب نبودند، زیرا کثیف می‌شدند و به راحتی می‌افتادند. برای مدت طولانی، مردم دندان‌های خود را زیاد مسواک نمی‌زدند. پس از جنگ جهانی دوم، زمانی که سربازان مجبور بودند هر روز دندان‌های خود را تمیز کنند، مسواک زدن به یک عادت همیشگی تبدیل شد.

## پیشینه
پیش از اختراع مسواک، مردم برای تمیز کردن دندان‌های خود از چیزهای مختلفی مانند شاخه‌های درخت، پر پرندگان، استخوان حیوانات و تیغ خارپشت استفاده می‌کردند.
نخستین مسواک یک چوب جویدنی بود - شاخه ای با انتهای فرسوده که مردم برای مسواک زدن و به عنوان خلال دندان از آن استفاده می‌کردند. این عمل به تمدن‌های باستانی مانند سومری‌ها و مصریان برمی گردد.
در هند، راهبان از چوب دندان برای مسواک زدن دندان‌های خود استفاده می‌کردند، همان‌طور که راهب چینی ییجینگ در کتاب خود توضیح داده است.
یونانی‌ها و رومی‌ها از خلال دندان برای تمیز کردن دندان‌های خود استفاده می‌کردند و شاخه‌های مشابهی در مقبره‌های باستانی یافت شده است. چوب جویدن هنوز در برخی از نقاط جهان مانند آفریقا، مناطق روستایی جنوب ایالات متحده و در فرهنگ‌های اسلامی استفاده می‌شود که در آن استفاده از چوب جویدنی به نام مسواک قبل از نماز به عنوان یک کار خوب تلقی می‌شود.
هندی‌های باستان از شاخه‌های درخت چریش برای تمیز کردن دندان‌های خود استفاده می‌کردند، زیرا چریش دارای خواص درمانی است و می‌تواند دهان را تمیز نگه دارد. امروزه از شاخه‌های چریش به نام داتون هنوز در هند برای مسواک زدن استفاده می‌شود.
نخستین مسواک با موهایی مانند مسواک‌هایی که امروزه استفاده می‌کنیم در چین پیدا شد. در زمان سلسله تانگ، از سال ۶۱۹ تا ۹۰۷، مردم از موهای گراز برای قلم مو استفاده می‌کردند. این موها از گرازهای سیبری و شمال چین به وجود آمدند زیرا هوای سرد باعث قوی شدن موها می‌شد. موها به دسته ای از بامبو یا استخوان وصل می‌شدند و مسواک درست می‌کردند.
در سال ۱۲۲۳، یک استاد ذن ژاپنی راهبان را در چین دید که از مسواک‌های ساخته شده از موهای دم اسب با دسته‌های استخوان گاو استفاده می‌کردند. این نوع مسواک به اروپا راه یافت که توسط مسافرانی از چین آورده شده بود. اروپایی‌ها استفاده از آن را در قرن هفدهم آغاز کردند. کلمه toothbrush برای نخستین بار در سال ۱۶۹۰ توسط آنتونی وود در انگلیسی ثبت شد که به خرید یک مسواک از J. Barret اشاره کرد.
اروپایی‌ها فکر می‌کردند که مسواک‌های چینی بسیار سفت هستند، بنابراین مسواک‌هایی با موهای نرم‌تر ساخته شده از موی اسب را ترجیح دادند. مسواک‌های تولید انبوه با موهای اسب یا گراز تا اواسط قرن بیستم همچنان از چین به بریتانیا وارد می‌شد.
در بریتانیا، ویلیام آدیس به خاطر ساخت نخستین مسواک تولید انبوه در سال ۱۷۸۰ شهرت دارد. قبل از آن، در سال ۱۷۷۰، او را به دلیل ایجاد شورش به زندان فرستادند. زمانی که در زندان بود متوجه شد که استفاده از پارچه ای حاوی دوده و نمک برای تمیز کردن دندان‌ها چندان مؤثر نیست؛ بنابراین، او به ایده بهتری رسید. او استخوان کوچکی را از غذای خود ذخیره کرد، سوراخ‌های کوچکی در آن ایجاد کرد و موهایی را که از یک نگهبان گرفته بود به استخوان بست. سوراخ‌ها را با چسب مهر و موم کرد.
پس از آزادی، تجارت مسواک را شروع کرد و ثروتمند شد. هنگامی که او در سال ۱۸۰۸ درگذشت، تجارت را به پسر بزرگ خود سپرد. این شرکت که اکنون Wisdom Toothbrushes نام دارد، هنوز سالانه ۷۰ میلیون مسواک در بریتانیا تولید می‌کند. در سال ۱۸۴۰، مسواک‌ها به‌طور انبوه در بریتانیا، فرانسه، آلمان و ژاپن تولید می‌شدند. مسواک‌های ارزان‌تر از موهای خوک استفاده می‌کردند، در حالی که مسواک‌های گران‌تر از موی گورکن استفاده می‌کردند.
موزه هرتفورد در هرتفورد، انگلستان، دارای حدود ۵۰۰۰ قلم مو از مجموعه آدیس است. کارخانه آدیس در جاده ور تا سال ۱۹۹۶ یک کارفرمای مهم در شهر بود. از زمان تعطیلی کارخانه، موزه عکس‌ها، اسناد و تاریخ شفاهی کارمندان سابق را جمع‌آوری کرده است.
نخستین مسواک در سال ۱۸۵۷ توسط فردی به نام H.N. Wadsworth اختراع شد. اما در سال ۱۸۸۵ بود که مردم شروع به ساخت مسواک در تعداد زیاد کردند. مسواک‌های اولیه دارای دسته‌های ساخته شده از استخوان، چوب یا عاج بودند و موها از موهای گراز ساخته شده بودند. با این حال، این موها خیلی خوب نبودند، زیرا کثیف می‌شدند و به راحتی می‌افتادند.
برای مدت طولانی، مردم دندان‌های خود را زیاد مسواک نمی‌زدند. پس از جنگ جهانی دوم، زمانی که سربازان مجبور بودند هر روز دندان‌های خود را تمیز کنند، مسواک زدن به یک عادت همیشگی تبدیل شد.
در دهه ۱۹۰۰، دسته‌های مسواک از ماده‌ای به نام سلولوئید ساخته شدند. و به جای استفاده از موی حیوانات برای موهای زائد، مردم شروع به استفاده از الیاف مصنوعی مانند نایلون کردند. در سال ۱۹۳۸، شرکت DuPont نخستین مسواک با موهای نایلونی را اختراع کرد.
در دهه ۱۹۵۰، نخستین مسواک برقی در سوئیس اختراع شد. و تا سال ۲۰۰۰، بیشتر مسواک‌ها دارای موهای نایلونی و دسته‌های پلاستیکی بودند.
جانسون و جانسون، یک شرکت معروف تولیدکننده لوازم پزشکی، در سال ۱۹۷۷ مسواک جدیدی به نام «ریچ» معرفی کرد. این مسواک از سه جهت با بقیه متفاوت بود: سر آن مثلثی شکل بود که دسترسی به عقب را آسان‌تر می‌کرد. موها محکم روی هم قرار گرفتند تا هر دندان به خوبی تمیز شود. و موهای بیرونی نرمتر و بلندتر از موهای داخلی بودند.
شرکت‌های دیگر به زودی مسواک‌های خود را با طرح‌های مشابه ساختند تا اثربخشی بیشتری داشته باشند. با این حال، دسته این مسواک‌ها همچنان صاف و سخت بود.
در سال ۱۹۷۸، دکتری به نام دکتر جورج سی کولیس مسواک جدیدی به نام منحنی Collis اختراع کرد. این مسواک خاص بود زیرا موهای منحنی داشت که از شکل دندان پیروی می‌کرد. این کار تمیز کردن بین دندان‌ها و مکان‌هایی که غذا ممکن است گیر کند را آسان‌تر می‌کرد.
در سال ۲۰۰۳، این مسواک به عنوان مهم‌ترین اختراعی که آمریکایی‌ها نمی‌توانند بدون آن زندگی کنند، انتخاب شد.

## واژه‌شناسی
واژه مسواک عربی شده واژه «سِواک» در پارسی میانه است. واژه سواک به معنی مالیدن بر دندان است.
برابر آن در فارسی «دندان‌سای» و به شیوه گرته‌برداری «برس دندان» (به انگلیسی: toothbrush) که مفهوم برس (فرچه) بودن آن را می‌رساند.

## ویژگی‌های مسواک مناسب
- دسته مسواک باید به راحتی در دست جای گرفته و مواد تشکیل دهنده آن بی‌ضرر باشد.
- طول برس آن در حدود ۳ سانتیمتر و عرض آن یک سانتیمتر باشد.
- نوک موهای مسواک بایستی نرم باشد (نباید نوک تیز و سفت باشد).
- تعداد کلاف‌های موئی یا نایلونی آن در حدود ۲۰ تا ۴۰ کلاف برحسب کوچکی یا بزرگی مسواک باشد.
- تعداد رشته‌های نایلونی یا موئی در هر کلاف در حدود ۲۰ تا ۴۰ رشته برحسب نرمی و زبری موهای مسواک می‌باشد که این تعداد رشته‌ها در مسواک‌های نرم بیشتر از مسواک‌های زبر است.

## مسواک زدن

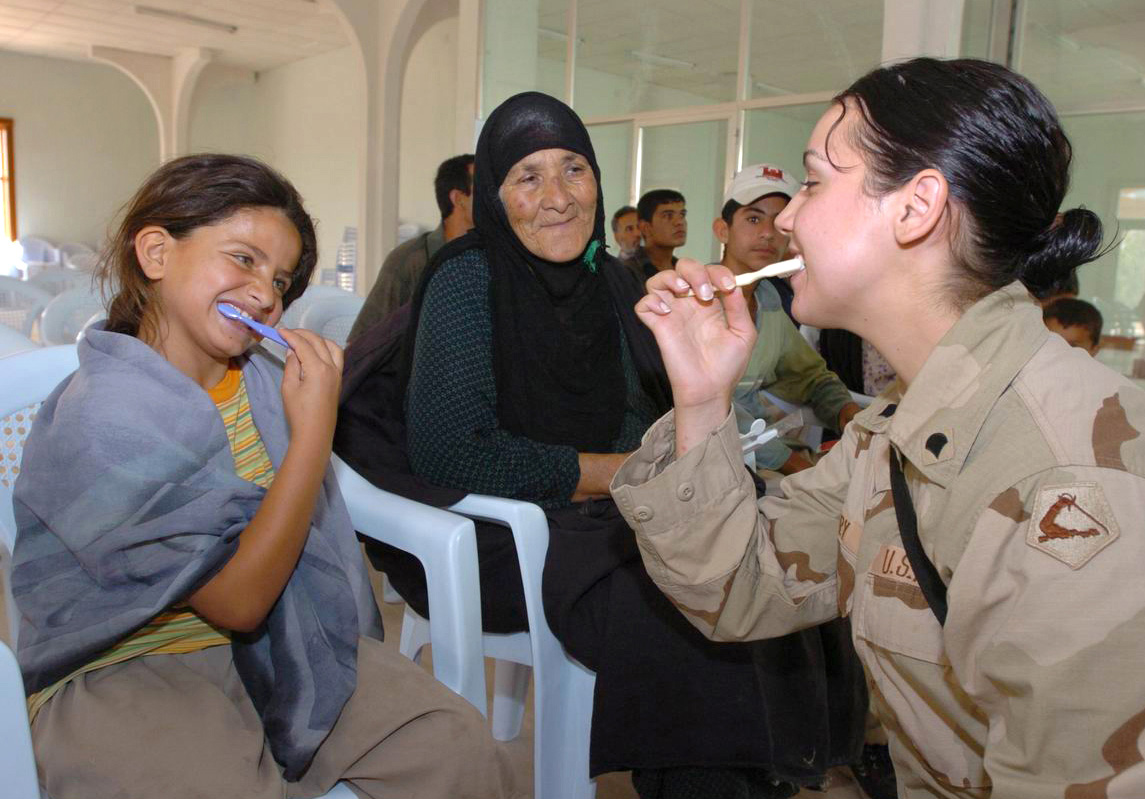
مسواک زدن

هدف اصلی مسواک زدن، پاک کردن کلیه مواد غذائی همراه با مواد رسوبی مختلف و جرم‌گیری دندان و میکروارگانیسم‌هائی است که به‌طور طبیعی بر روی کلیه سطوح دندان جایگزین شده‌اند. طرح‌های مختلفی از مسواک وجود دارد. هرکدام از این طرح‌ها ممکن است برای افراد خاصی بهتر باشد. نکته مهم آن است که این طرح‌ها فقط در مسواک زدن کمک می‌کنند و نمی‌توانند جایگزین دقت شما در مسواک زدن با روش صحیح شوند.

## آیا مسواک به تنهایی برای حفظ بهداشت دهان کافی است؟
مسواک تنها یک قسمت از رعایت بهداشت دهان است و توانایی رسیدن به سطوح بین دندانی یا آزادسازی فلوراید را ندارد. به این منظور باید همراه با مسواک از نخ دندان و محصولات دارای فلوراید مثل دهانشویه‌ها و خمیر دندان‌ها نیز استفاده کرد. نخ دندان را می‌توان پیش یا پس از مسواک به کار برد، ولی باید دهانشویه را در پایان کار مصرف نمود. رعایت بهداشت دهان شب پس از شام و قبل از خواب بسیار حیاتی است.

## انواع مسواک

### مسواک الکتریکی
مسواک الکتریکی با استفاده از موتوری که در داخل آن‌ها تعبیه شده نوسانات و چرخش‌هایی را روی مسواک ایجاد می‌کند.
بیشتر تحقیقات نشان می‌دهد که عملکرد و کارایی این مسواک‌ها برابر با نوع دستی آن‌ها می‌باشد. نوع الکتریکی این مسواک‌ها راحت‌تر هستند و با سنسورهای مدیریت زمان و فشار می‌توانند رویه درست پاک‌کنندگی را در پیش بگیرند. این مسواک‌ها همچنین بسیار گران‌تر از مسواک‌های معمولی نیز هستند.
مسواک‌های الکتریکی می‌توانند بر طبق سرعت حرکت و قدرت استاندارد به دو دسته sonic و ultrasonic طبقه‌بندی شوند.
اگر حرکت مسواک‌ها به اندازه کافی برای کاهش نویز قابل شنوایی (۲۰ هرتز تا ۲۰۰۰۰ هرتز) سریع باشد می‌تواند در دسته sonicها طبقه‌بندی شود.
هر مسواک الکتریکی دیگری با حرکتی سریع تر از این حد را در دستهٔ ultrasonic طبقه‌بندی می‌کنند. برخی از مسواک‌های ultrasonic هر دو حرکت sonic و ultrasonic را دارند.

### مسواک سنتی
بیشترین سفارشات در بارهٔ پاکیزگی دهان و دندان و مسواک زدن در دین اسلام از سوی پیامبر داده شده است. پاکیزگی دهان، تقویت نور چشم، تحکیم بن دندان‌ها، دفع بلغم، افزایش حافظه و زیاد شدن اشتها از جمله فواید مسواک زدن شمرده شده است.